# Santa Luzia do Pará
Santa Luzia do Pará, também chamado de 47, ou km 47 da Pará-Maranhão (BR-316),  é um município brasileiro do estado do Pará, localizado na microrregião do Guamá e na mesorregião do Nordeste Paraense.

## História
O município foi criado em dezembro de 1991, com território desmembrado de Ourém, Bragança e Viseu, e instalado no dia 1 de janeiro de 1993.

## Geografia
Sua área é de 1.356,124 km² e sua população estimada em 2019 era de 19 848 habitantes. Está às margens da BR-316 a 169 km de Belém.

### Limites
Ao Norte - Municípios de Bragança e Tracuateua
Ao Leste - Municípios de Viseu, Nova Esperança do Piriá e Bragança
Ao Sul - Município de Nova Esperança do Piriá
Ao Oeste - Municípios de Garrafão do Norte, Capitão Poço e Ourém

### Localização
Este Município pertence à Mesorregião do Nordeste Paraense e a Microrregião Guamá. A sede municipal tem as seguintes coordenadas geográficas: 01º 27' 06" de latitude sul e 46º 57' 35" de longitude a oeste de Greenwich.

### Hidrografia
O principal destaque é definido pelo rio Caeté, com início na foz do Rio Grande, até a foz do Rio Curi, e por este até a sua nascente, e daí seguindo em linha reta até o Igarapé Jeju, seguindo-se o curso até sua foz no rio Peritoró, indo por este até sua nascente e daí pelo paralelo do sentido oeste até encontrar o divisor aquário dos Rios Guamá e Piriá, seguindo pelo divisor até a nascente do rio Tauari, seguindo-lhe até sua foz no Rio Guamá, indo por este até a foz do igarapé Tininga, acompanhando-o até sua nascente e daí, em linha reta, até encontrar o igarapé Arioré com a Quarta Travessa, seguindo por este igarapé até a foz do igarapé Furacão, subindo-lhe o curso até sua nascente e deste ponto vai em linha reta até a foz do Rio Grande, ponto inicial.